# Netot
Netot (románul: Gura Văii) falu Romániában, Erdélyben, Brassó megyében.

## Fekvése
Fogarastól délnyugatra fekvő település.

## Története
Netot nevét 1556-ban említette először oklevél Netotul formában. Későbbi névváltozatai: 1589-ben Nytot, 1601-ben Nethot, 1635-ben és 1760–1762 között Netott, 1808-ban Nethót, Netod, Netót, 1888-tól Netot.
1635-ben I. Rákóczi György volt a falu birtokosa.
A trianoni békeszerződés előtt Fogaras vármegye Fogarasi járásához tartozott 695 görögkatolikus román lakossal. Ma Vajdarécse községhez tartozik.

## Források

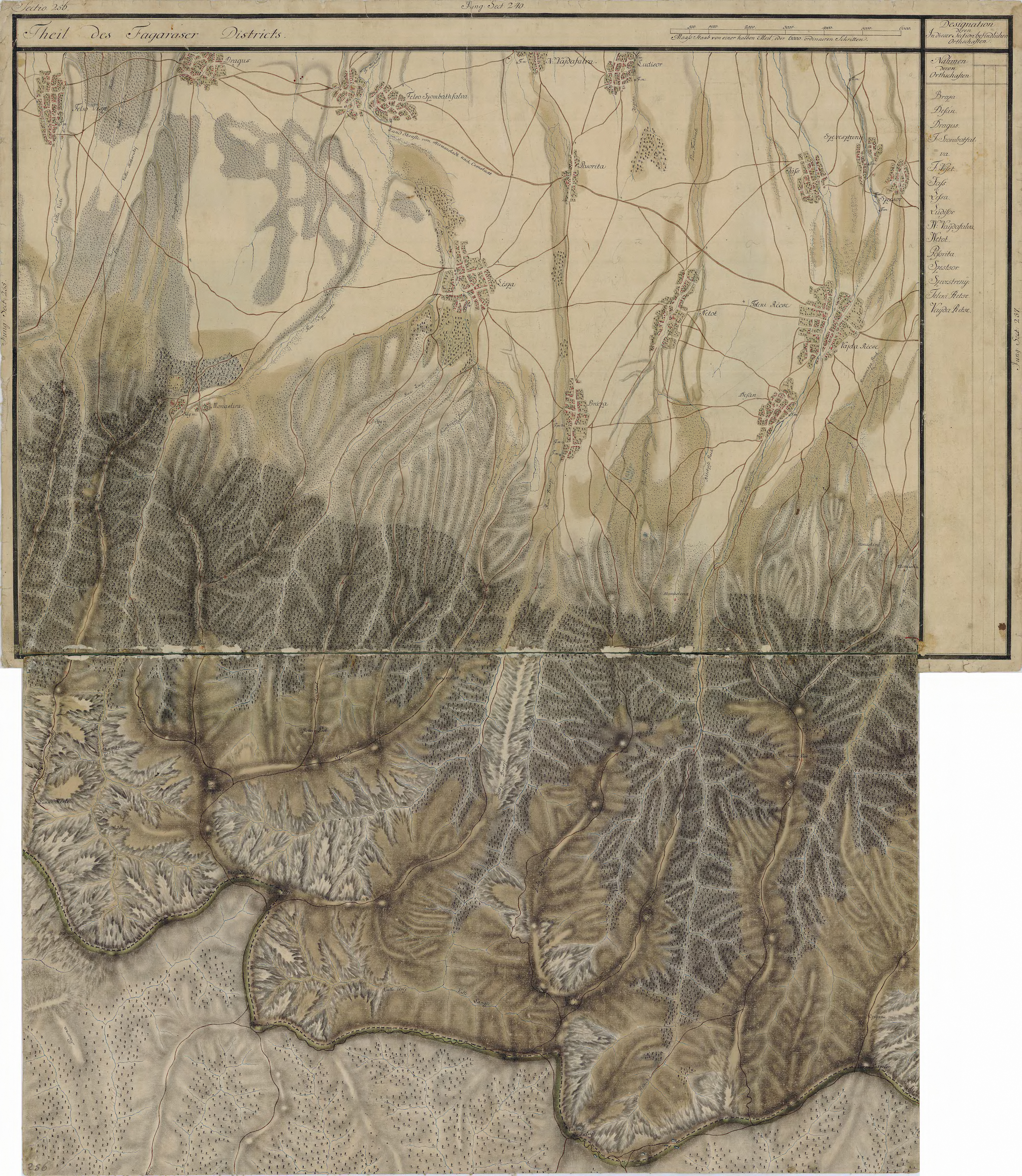
Netot egy régi térképen